# Réseau invariant d'échelle
Un réseau invariant d'échelle (ou réseau sans échelle, ou encore scale-free network en anglais) est un réseau dont les degrés suivent une loi de puissance. Plus explicitement, dans un tel réseau, la proportion de nœuds de degré k est proportionnelle à {\displaystyle k^{\boldsymbol {-\gamma }}} pour {\displaystyle k} grand, où {\displaystyle \gamma } est un paramètre (situé entre 2 et 3 pour la plupart des applications).
Beaucoup de réseaux, comme le réseau du web, les réseaux sociaux et les réseaux biologiques semblent se comporter comme des réseaux invariants d'échelle, d'où l'importance de ce modèle.

## Définition
Un réseau invariant d'échelle est un réseau dont la proportion de nœuds de degré {\displaystyle k}, noté {\displaystyle P(k)} suit la loi :
{\displaystyle P(k)\ \sim \ k^{\boldsymbol {-\gamma }}}
Le coefficient {\displaystyle \gamma }, appelé exposant d'invariance d'échelle est strictement positif.

## Propriétés

Exemple d'un réseau aléatoire selon le modèle Erdős-Rényi et d'un graphe invariant d'échelle

## Exemples de réseaux réels conjecturés invariants d'échelle
De nombreux réseaux ont été décrits comme invariants d'échelle et certains sont présentés ici. Cependant cette caractérisation peut souvent être remise en question, notamment à cause des éléments rares dans la queue de la distribution,.
Quelques exemples de réseaux conjecturés invariants d'échelle :
- Le réseau des citations dans les articles de recherche scientifique, étudiées par Derek Price, avec le modèle de Price (en)[4].
- Le réseau World Wide Web, dont l'étude, par Barabási et Albert[5] a donné naissance au terme scale-free network. Dans ce cas une dichotomie est faite entre les hub qui sont les nœuds les plus reliés, et les autres nœuds.
- Les réseaux de collaborations, comme celui des collaborations entre scientifiques (publications communes), entre entreprises, de films communs entre acteurs ou encore de relations sexuelles[6].
- Les réseaux biologiques dans les cellules[7].

## Modèles de construction
Plusieurs modèles ont été donnés pour expliquer l’émergence des réseaux invariant d'échelle, en particulier le modèle de Barabási-Albert.